# ريوسوكي تادا
ريوسوكي تادا (باليابانية: 夛田 凌輔) (7 أغسطس 1992 في أوساكا في اليابان – )؛ هو لاعب كرة قدم ياباني سابق كان يلعب كمدافع.

## وصلات خارجية
- ريوسوكي تادا على موقع الاتحاد الدولي (مؤرشف)  (الإنجليزية)
- ريوسوكي تادا على موقع رابطة كرة القدم اليابانية للمحترفين (اليابانية)
- ريوسوكي تادا على موقع قاعدة بيانات كرة القدم.إي يو (الإنجليزية)
- ريوسوكي تادا على موقع Soccerway.com (الإنجليزية)
- ريوسوكي تادا على موقع عالم كرة القدم.نت (الإنجليزية)
- ريوسوكي تادا على موقع كووورة